# Kościół św. Jana Kantego w Stryszowie
Kościół Świętego Jana Kantego – rzymskokatolicki kościół parafialny w Stryszowie należący do parafii pod tym samym wezwaniem (dekanat Wadowice-Południe archidiecezji krakowskiej).
Świątynia została wzniesiona w 1742 roku przez Kazimierza Wilkońskiego i otrzymała wówczas obecne wezwanie. Kościół nosi cechy stylów: barokowego, klasycystycznego i neogotyckiego. Wewnątrz budowli są umieszczone trzy ołtarze: główny oraz dwa boczne. Ołtarz główny reprezentuje styl późnobarokowy i jest ozdobiony trzema wymiennymi obrazami Trójcy Świętej, Chrystusa Ukrzyżowanego i Najświętszego Serca Pana Jezusa. W koronie ołtarza jest umieszczony obraz patrona świątyni, św. Jana Kantego, namalowany w 1 połowie XVII wieku, dopełnieniem wystroju ołtarza są figury świętych Apostołów Piotra i Pawła. Spoglądając od wejścia głównego, po lewej stronie jest umieszczony ołtarz boczny, ozdobiony obrazami św. Juliana i Matki Bożej Pocieszenia. Po prawej stronie jest umieszczony drugi ołtarz boczny, ozdobiony obrazami Matki Bożej Różańcowej i św. Mikołaja. Obok tego ołtarza, we wnęce jest umieszczona późnogotycka płaskorzeźba „Modlitwa w Ogrójcu”, powstała około 1500 roku, pochodząca ze szkoły Wita Stwosza. Ponadto elementami wystroju wnętrza świątyni są: ambona pochodząca z okresu późnego baroku i ozdobiona figurą św. Stanisława biskupa i męczennika, znajdująca się wcześniej w starym kościele chrzcielnica ozdobiona rzeźbą przedstawiającą Chrzest Chrystusa w rzece Jordan oraz żelazna krata w głównych drzwiach, w stylu późnobarokowym, zabytek rzemiosła krakowskiego, według tradycji pochodząca z kościoła Bernardynów w Krakowie.

## Galeria

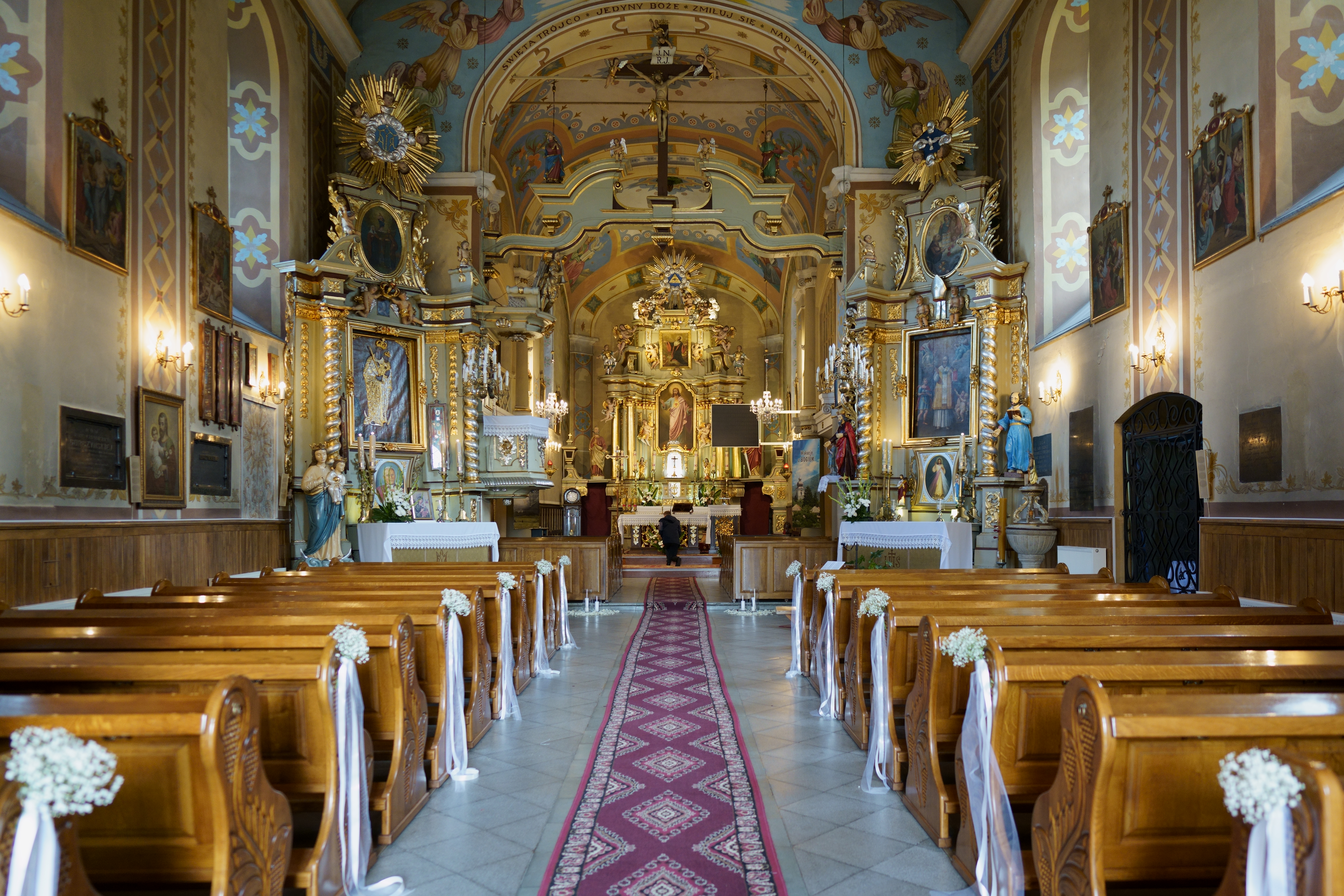
Wnętrze
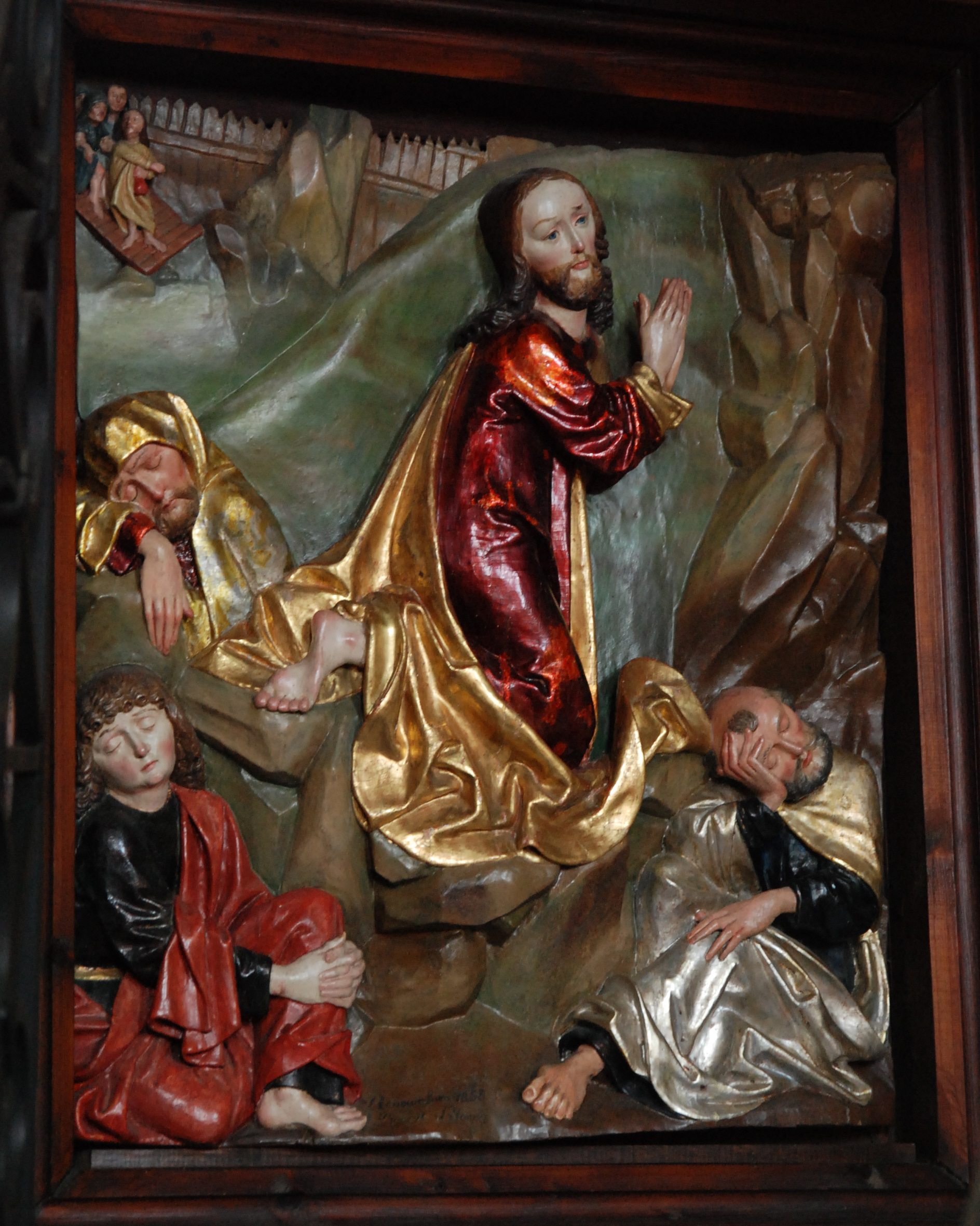
Płaskorzeźba z warsztatu Wita Stwosza - Modlitwa w Ogrójcu
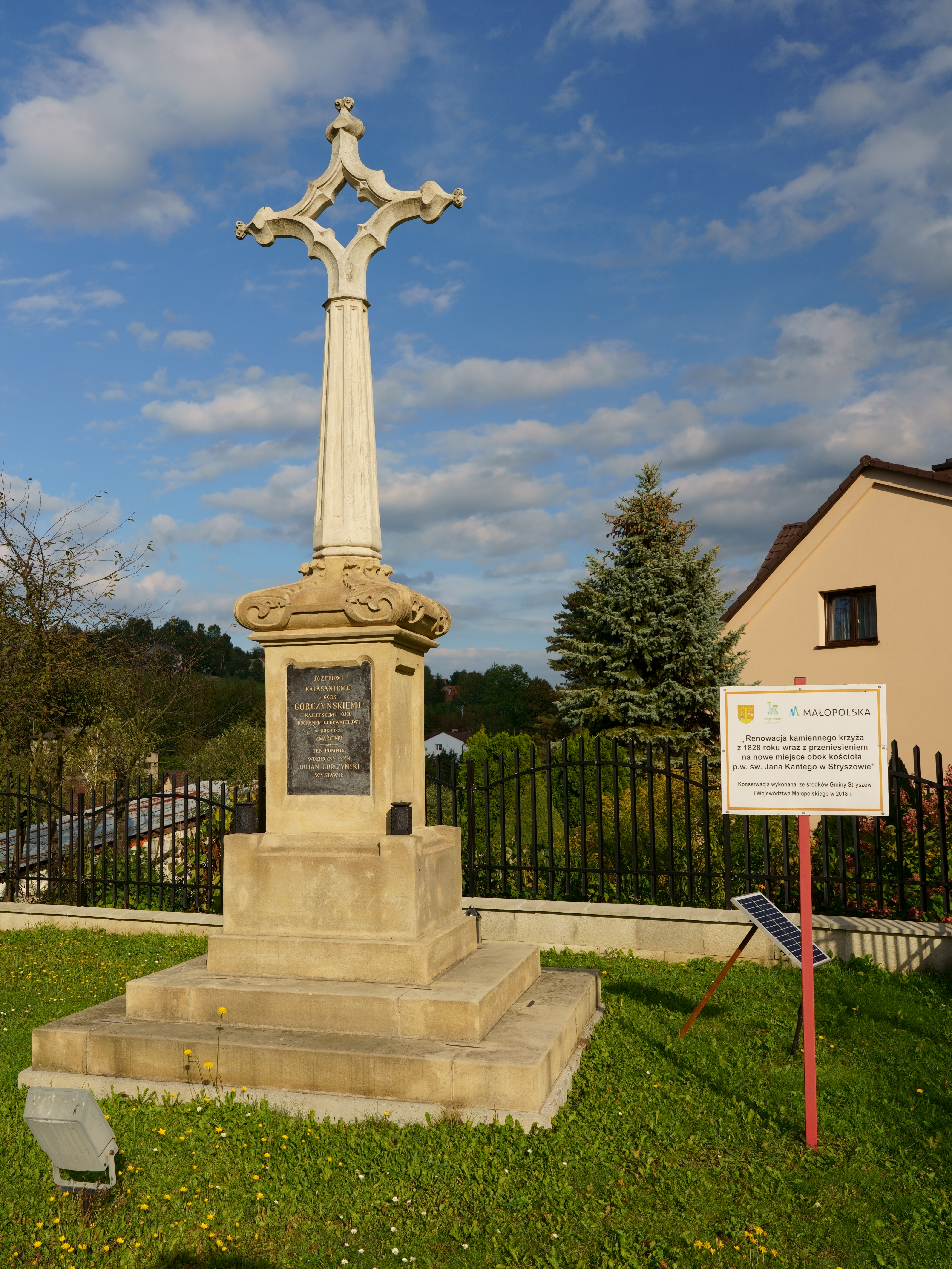
Pomnik w otoczeniu